# Stettfeld
Stettfeld är en kommun och ort i Landkreis Haßberge i Regierungsbezirk Unterfranken i förbundslandet Bayern i Tyskland.
Kommunen ingår i kommunalförbundet Ebelsbach tillsammans med kommunerna Breitbrunn, Ebelsbach och Kirchlauter.